# Чемпион, Майкл
Майкл Эдвард Кэмпбелл Чемпион (англ. Michael Edward Campbell Champion; Андерсон, Индиана, США) — американский актёр и музыкант. Наиболее известен как автор песен для дебютного альбома Мита Лоуфа Stoney & Meatloaf (1971). Также снимался в кино и на телевидении с 1979 по 1996 год.

## Карьера

### Музыкант
В 1967 году участвовал в группе «The Abstract Reality» в Детройте, однако она просуществовала недолго, успев выпустить сингл «Love Burns Like A Fire Inside».
В 1968 году, совместно с музыкантами Бобом Крейнером, Рэем Монеттом и Эндрю Смитом основал рок-группу «Scorpion», а уже через год они выпустили свой первый альбом из девяти песен. Спустя ещё год, в 1970, группа распалась. Позднее Кэмпбелл и Монетт написали несколько песен для дебютного альбома Мита Лоуфа и участвовали в качестве бэк-вокалистов, а остальные участники «Scorpion» играли на инструментах.

### Актёр
В 1979 году дебютировал на телевидении, и в 1980-х уже активно снимался в сериалах. В 1984 году получил второстепенную роль в культовом комедийном фильме «Полицейский из Беверли-Хиллз».
Другие известные фильмы с его участием — «Когда звонит незнакомец» (1979), «Розовый кадиллак» (1989) и «Вспомнить всё» (1990).
Играл роль суперзлодея Леонарда Винтерса в телесериале «Флэш».

## Дискография
- 1969 — USA Heavy Psych (в составе группы Scorpion)
- 1971 — Stoney & Meatloaf (бэк-вокал)